# Métrolinie 5 (Paris)
| Karte |                      |                                                |                                                |
| Streckenlänge: | 14,6 km              |                                                |                                                |
| Spurweite: | 1435 mm (Normalspur) |                                                |                                                |
| |                      |                                                |                                                |
| Eröffnung: | 1906                 |                                                |                                                |
| Fahrgäste (täglich): | 236.000              |                                                |                                                |
| Stationen: | 22                   |                                                |                                                |
| \| \| \| Wende- und Abstellgleise \| \| \| \| \| Bobigny – Pablo Picasso \| \| \| \| \| \| \| \| \| \| Betriebshof Bobigny \| \| \| \| \| Grande Ceinture \| \| \| \| \| La Folie (geplant) \| \| \| \| \| Paris–Strasbourg / RER E \| \| \| \| \| \| \| \| \| \| Canal de l’Ourcq \| \| \| \| \| Bobigny – Pantin – Raymond Queneau \| \| \| \| \| Abstellgleise \| \| \| \| \| Église de Pantin \| \| \| \| \| Hoche \| \| \| \| \| Wende- und Abstellgleise \| \| \| \| \| Porte de Pantin \| \| \| \| \| Ourcq \| \| \| \| \| Petite Ceinture \| \| \| \| \| Laumière \| \| \| \| \| Jaurès \| \| \| \| \| Stalingrad \| \| \| \| \| Paris–Mulhouse / RER E \| \| \| \| \| Gare du Nord \| \| \| \| \| Gare du Nord (bis 6. Oktober 1942) \| \| \| \| \| Verbindungsgleis zur Linie 2 und zur USFRT \| \| \| \| \| Verbindungsgleis zur Linie 7 \| \| \| \| \| Gare de l’Est \| \| \| \| \| Jacques Bonsergent \| \| \| \| \| Verbindungsgleis zur Linie 3 \| \| \| \| \| Verbindungsgleis zur Linie 8 \| \| \| \| \| République \| \| \| \| \| Oberkampf \| \| \| \| \| Richard-Lenoir \| \| \| \| \| Bréguet – Sabin \| \| \| \| \| Bastille \| \| \| \| \| Arsenal (bis 2. September 1939) \| \| \| \| \| RER A / RER D \| \| \| \| \| \| \| \| \| \| Canal Saint-Martin \| \| \| \| \| Quai de la Rapée \| \| \| \| \| Shuttlezug (14. Juli 1906 – 17. Dezember 1906) \| \| \| \| \| Linie 1 \| \| \| \| \| Gare de Lyon \| \| \| \| \| Seine \| \| \| \| \| Gare d'Austerlitz \| \| \| \| \| \| \| \| \| \| Saint-Marcel \| \| \| \| \| Campo-Formio \| \| \| \| \| Verbindungsgleis zur Linie 6 \| \| \| \| \| Betriebshof Italie \| \| \| \| \| Place d’Italie \| \| \| \| \| Verbindungsgleis zur Linie 6 \| \| |                      |                                                |                                                |
| U-Bahn-Betriebsstelle Streckenanfang (im Tunnel) |                      | Wende- und Abstellgleise                       | Wende- und Abstellgleise                       |
| U-Bahn-Bahnhof (im Tunnel) |                      | Bobigny – Pablo Picasso                        | Bobigny – Pablo Picasso                        |
| U-Bahn-Tunnelende |                      |                                                |                                                |
| U-Bahn-Dienststation / Betriebs- oder Güterbahnhof |                      | Betriebshof Bobigny                            | Betriebshof Bobigny                            |
| U-Bahn-Kreuzung mit Eisenbahn geradeaus unten |                      | Grande Ceinture                                | Grande Ceinture                                |
| ehemaliger U-Bahn-Haltepunkt / Haltestelle |                      | La Folie (geplant)                             | La Folie (geplant)                             |
| U-Bahn-Kreuzung mit Eisenbahn geradeaus unten |                      | Paris–Strasbourg / RER E                       | Paris–Strasbourg / RER E                       |
| U-Bahn-Tunnelanfang |                      |                                                |                                                |
| |                      | Canal de l’Ourcq                               |                                                |
| U-Bahn-Haltepunkt / Haltestelle (im Tunnel) |                      | Bobigny – Pantin – Raymond Queneau             | Bobigny – Pantin – Raymond Queneau             |
| U-Bahn-Blockstelle (im Tunnel) |                      | Abstellgleise                                  | Abstellgleise                                  |
| U-Bahn-Haltepunkt / Haltestelle (im Tunnel) |                      | Église de Pantin                               | Église de Pantin                               |
| U-Bahn-Haltepunkt / Haltestelle (im Tunnel) |                      | Hoche                                          | Hoche                                          |
| U-Bahn-Blockstelle (im Tunnel) |                      | Wende- und Abstellgleise                       | Wende- und Abstellgleise                       |
| U-Bahn-Haltepunkt / Haltestelle (im Tunnel) |                      | Porte de Pantin                                | Porte de Pantin                                |
| U-Bahn-Haltepunkt / Haltestelle (im Tunnel) |                      | Ourcq                                          | Ourcq                                          |
| U-Bahn-Kreuzung (im Tunnel) |                      | Petite Ceinture                                | Petite Ceinture                                |
| U-Bahn-Haltepunkt / Haltestelle (im Tunnel) |                      | Laumière                                       | Laumière                                       |
| U-Bahn-Bahnhof (im Tunnel) |                      | Jaurès                                         | Jaurès                                         |
| U-Bahn-Bahnhof (im Tunnel) |                      | Stalingrad                                     | Stalingrad                                     |
| U-Bahn-Kreuzung (im Tunnel) |                      | Paris–Mulhouse / RER E                         | Paris–Mulhouse / RER E                         |
| U-Bahn-Bahnhof (im Tunnel) |                      | Gare du Nord                                   | Gare du Nord                                   |
| U-Bahn-Kopfbahnhof Streckenanfang und quer (Strecke außer Betrieb) (im Tunnel) · U-Bahn-Abzweig geradeaus und ehemals von rechts (im Tunnel) |                      | Gare du Nord (bis 6. Oktober 1942)             | Gare du Nord (bis 6. Oktober 1942)             |
| U-Bahn-Abzweig geradeaus und von rechts (im Tunnel) |                      | Verbindungsgleis zur Linie 2 und zur USFRT     | Verbindungsgleis zur Linie 2 und zur USFRT     |
| U-Bahn-Abzweig geradeaus und nach links (im Tunnel) |                      | Verbindungsgleis zur Linie 7                   | Verbindungsgleis zur Linie 7                   |
| U-Bahn-Bahnhof (im Tunnel) |                      | Gare de l’Est                                  | Gare de l’Est                                  |
| U-Bahn-Haltepunkt / Haltestelle (im Tunnel) |                      | Jacques Bonsergent                             | Jacques Bonsergent                             |
| U-Bahn-Abzweig geradeaus und nach links (im Tunnel) |                      | Verbindungsgleis zur Linie 3                   | Verbindungsgleis zur Linie 3                   |
| U-Bahn-Abzweig geradeaus und von rechts (im Tunnel) |                      | Verbindungsgleis zur Linie 8                   | Verbindungsgleis zur Linie 8                   |
| U-Bahn-Bahnhof (im Tunnel) |                      | République                                     | République                                     |
| U-Bahn-Bahnhof (im Tunnel) |                      | Oberkampf                                      | Oberkampf                                      |
| U-Bahn-Haltepunkt / Haltestelle (im Tunnel) |                      | Richard-Lenoir                                 | Richard-Lenoir                                 |
| U-Bahn-Haltepunkt / Haltestelle (im Tunnel) |                      | Bréguet – Sabin                                | Bréguet – Sabin                                |
| U-Bahn-Bahnhof (im Tunnel) |                      | Bastille                                       | Bastille                                       |
| ehemaliger U-Bahn-Haltepunkt / Haltestelle (im Tunnel) |                      | Arsenal (bis 2. September 1939)                | Arsenal (bis 2. September 1939)                |
| U-Bahn-Kreuzung (im Tunnel) |                      | RER A / RER D                                  | RER A / RER D                                  |
| U-Bahn-Tunnelende |                      |                                                |                                                |
| U-Bahn-Brücke über Wasserlauf |                      | Canal Saint-Martin                             | Canal Saint-Martin                             |
| U-Bahn-Haltepunkt / Haltestelle Tunnelanfang |                      | Quai de la Rapée                               | Quai de la Rapée                               |
| U-Bahn-Abzweig geradeaus und ehemals nach links (im Tunnel) · U-Bahn-Strecke von rechts (außer Betrieb) (im Tunnel) |                      | Shuttlezug (14. Juli 1906 – 17. Dezember 1906) | Shuttlezug (14. Juli 1906 – 17. Dezember 1906) |
| U-Bahn-Strecke (im Tunnel) · U-Bahn-Abzweig ehemals geradeaus und von links (im Tunnel) |                      | Linie 1                                        | Linie 1                                        |
| U-Bahn-Tunnelende · U-Bahn-Bahnhof (im Tunnel) |                      | Gare de Lyon                                   | Gare de Lyon                                   |
| |                      | Seine                                          |                                                |
| U-Bahn-Bahnhof |                      | Gare d'Austerlitz                              | Gare d'Austerlitz                              |
| U-Bahn-Tunnelanfang |                      |                                                |                                                |
| U-Bahn-Haltepunkt / Haltestelle (im Tunnel) |                      | Saint-Marcel                                   | Saint-Marcel                                   |
| U-Bahn-Haltepunkt / Haltestelle (im Tunnel) |                      | Campo-Formio                                   | Campo-Formio                                   |
| U-Bahn-Abzweig geradeaus und nach links (im Tunnel) |                      | Verbindungsgleis zur Linie 6                   | Verbindungsgleis zur Linie 6                   |
| U-Bahn-Abzweig geradeaus, nach links und nach rechts (im Tunnel) · U-Bahn-Strecke von rechts (im Tunnel) |                      | Betriebshof Italie                             | Betriebshof Italie                             |
| U-Bahn-Bahnhof (im Tunnel) · U-Bahn-Strecke geradeaus (im Tunnel) |                      | Place d’Italie                                 | Place d’Italie                                 |
| U-Bahn-Abzweig quer und nach links (im Tunnel) · U-Bahn-Strecke nach rechts (im Tunnel) |                      | Verbindungsgleis zur Linie 6                   | Verbindungsgleis zur Linie 6                   |

Die Linie 5 der Pariser Métro verbindet die Stationen Bobigny – Pablo Picasso im Nordosten und Place d’Italie im Süden von Paris.

## Geschichte

### Baugeschichte
Bereits 1898 hatte man erwogen, eine Linie E vom Bahnhof Gare de l’Est zur Brücke Pont d’Austerlitz zu bauen, die Planung sah bald darauf eine Verlängerung über die Seine vor. Die neue Strecke sollte als Linie 5 bis zum Endpunkt Place d’Italie führen. 1901 war als Schnittpunkt mit der Linie 1 die Station Gare de Lyon vorgesehen. Aufgrund zu starker Steigung und Schwierigkeiten bei der Querung der Straße Rue de Bercy wurde die Planung in dieser Form jedoch aufgegeben und für die Verknüpfung die Station Bastille gewählt. Dennoch wurde eine eingleisige Strecke vom Bahnhof Gare de Lyon zur Station Place Manzas (heute Quai de la Rapée) gebaut, die in der zweiten Jahreshälfte 1906 zunächst von Pendelzügen und ab dem 28. Juli von Zügen der Linie 5, die in Place Manzas kopfmachten, befahren wurde. Dieser Verkehr wurde am 17. Dezember 1906 eingestellt, die Strecke existiert als Betriebsgleis (Verbindung zwischen den Linien 1 und 5) weiter.
Als erster Abschnitt der Linie 5 wurde am 2. Juni 1906 die Strecke vom Endbahnhof Place d’Italie nach Gare d’Orléans (heute Gare d’Austerlitz) am gleichnamigen Fernbahnhof eröffnet. Die Bahnhofshalle wird von der Metro rechtwinklig durchquert, die Station liegt über den Eisenbahngleisen. Bereits am 24. April 1906 hatte die Linie 2 Sud die Place d’Italie erreicht, die dortige Endschleife wurde zunächst von beiden Linien genutzt.
Am 14. Juli 1906 ging die Verlängerung nach Quai de la Rapée (bis 1916 Place Manzas) in Betrieb. Aufwendigster Bauabschnitt war der Viaduc d’Austerlitz, auf dem die Strecke zwischen den Stationen Gare d’Austerlitz und Quai de la Rapée die Seine überquert. Die stählerne Bogenbrücke überspannt, um den Schiffsverkehr nicht zu behindern, den Fluss ohne Zwischenpfeiler auf einer Länge von 140 Meter.
Am 17. Dezember 1906 wurde die Linie zur Station Lancry (heute Jacques Bonsergent) verlängert, der Verkehr zum Gare de Lyon endete. Zwischen den Stationen Quai de la Rapée und Bastille wurde die Station Arsenal errichtet. Sie wurde 1939 bei Ausbruch des Zweiten Weltkriegs geschlossen und danach nicht wiedereröffnet, die Züge fahren ohne Halt durch. In den 1960er Jahren wurde sie zur Erprobung neuer Stationsdesigns verwendet, aktuell ist sie von der RATP zu Schulungszwecken genutzt.
Die Linien 2 Sud und 5 wurden am 14. Oktober 1907 zur Linie 5 zusammengefasst. Am 15. November 1907 wurde die Verlängerung Lancry – Gare du Nord eröffnet. Am Gare de l’Est und am Gare du Nord mussten aufgrund der beengten Platzverhältnisse diverse Kunststückchen aufgebracht werden, um alle Métrolinien hier entlangführen zu können. Die Linie 5 war nun die längste im gesamten Netz.
Als 1931 in Paris die Kolonialausstellung stattfand, wurde die Linie 5 am 17. Mai jenes Jahres auf den Abschnitt von Gare du Nord bis Place d’Italie zurückgezogen und die Strecke bis Étoile vorübergehend von der Linie 6 bedient. Zum Ende der Ausstellung wurde dies wieder rückgängig gemacht. 1936 unterzog man den Viaduct d’Austerlitz einer Generalüberholung.
1939 begann man mit einer Verlängerung der Linie 5 vom Gare du Nord zur Église de Pantin. Aufgrund des Ausbruchs des Zweiten Weltkrieges zogen sich die Bauarbeiten länger hin als ursprünglich geplant. Am 6. Oktober 1942 wurden am Gare du Nord neue Bahnsteige in Betrieb genommen, die Verlängerung der Strecke erfolgte am 12. Oktober 1942. Aufgrund der Länge der Strecke wurde beschlossen, die Linie 5 endgültig bis zum Place d’Italie zurückzunehmen, der ehemalige Abschnitt der 2 Sud wurde auf die 6 übertragen. Auch dies geschah am 12. Oktober 1942.
Nach 40 Jahren wurde die Linie 5 erneut verlängert, am 25. April 1985 von der Église de Pantin nach Bobigny – Pablo Picasso. In Bobigny wurde im April 1988 eine neue Betriebswerkstatt in Betrieb genommen, die auch für die Straßenbahnlinie 1 zuständig ist.

### Stilllegung während des Zweiten Weltkriegs
Als Frankreich am 3. September 1939 Deutschland den Krieg erklärte, wurde neben anderen Linien auch die Linie 5, die damals über Place d'Italie hinaus bis Étoile verkehrte, vollkommen geschlossen. Gründe waren die Einberufung vieler Mitarbeiter der Métro zum Militär sowie die Furcht vor der Bombardierung der Hochbahnviadukte. Erst am 6. Juli 1940 wurde die Linie wieder eröffnet.

### Umbenannte Stationen
Im Lauf der mehr als 100-jährigen Geschichte der Pariser Metro änderte sich die offizielle Bezeichnung einer ganzen Reihe von Stationen. Einige Stationen wurden sogar mehrmals umbenannt. Auf der Linie 5 waren folgende Stationen betroffen:
| heutiger Name      | seit | frühere(r) Name(n)                                              |
| ------------------ | ---- | --------------------------------------------------------------- |
| Quai de la Rapée   | 1916 | bis 1907: Place Mazas 1907–1916: Pont d’Austerlitz              |
| Gare d’Austerlitz  | 1979 | bis 1930: Gare d’Orléans 1930–1970: Gare d’Orléans – Austerlitz |
| Stalingrad         | 1946 | Lancry                                                          |
| Jacques Bonsergent | 1998 | Saint-Maur                                                      |

## Automatische Zugsteuerung- und Zugsicherung
Seit Juli 2015 ist unter der Bezeichnung OCTYS (Open Control of Trains, Interchangeable & Integrated System) ein CBTC-Zugsteuerungs- und Zugsicherungssystem in Betrieb. Dies erlaubt, die Züge im 90-s-Abstand fahren zu lassen.

## Rollmaterial
Bis 1978 waren auf der Linie 5 Züge der Bauart Sprague-Thomson in grüner Lackierung unterwegs. Ab jenem Jahr wurden sie sukzessive durch die Baureihe MF 67 ersetzt.
Aktuell sind 50 Triebzüge der Baureihe MF 01 im Einsatz. 2010 war der erste Triebzug zu Testfahrten unterwegs. Die Auslieferung für den kommerziellen Einsatz begann 2011 und wurde im Mai 2013 abgeschlossen.

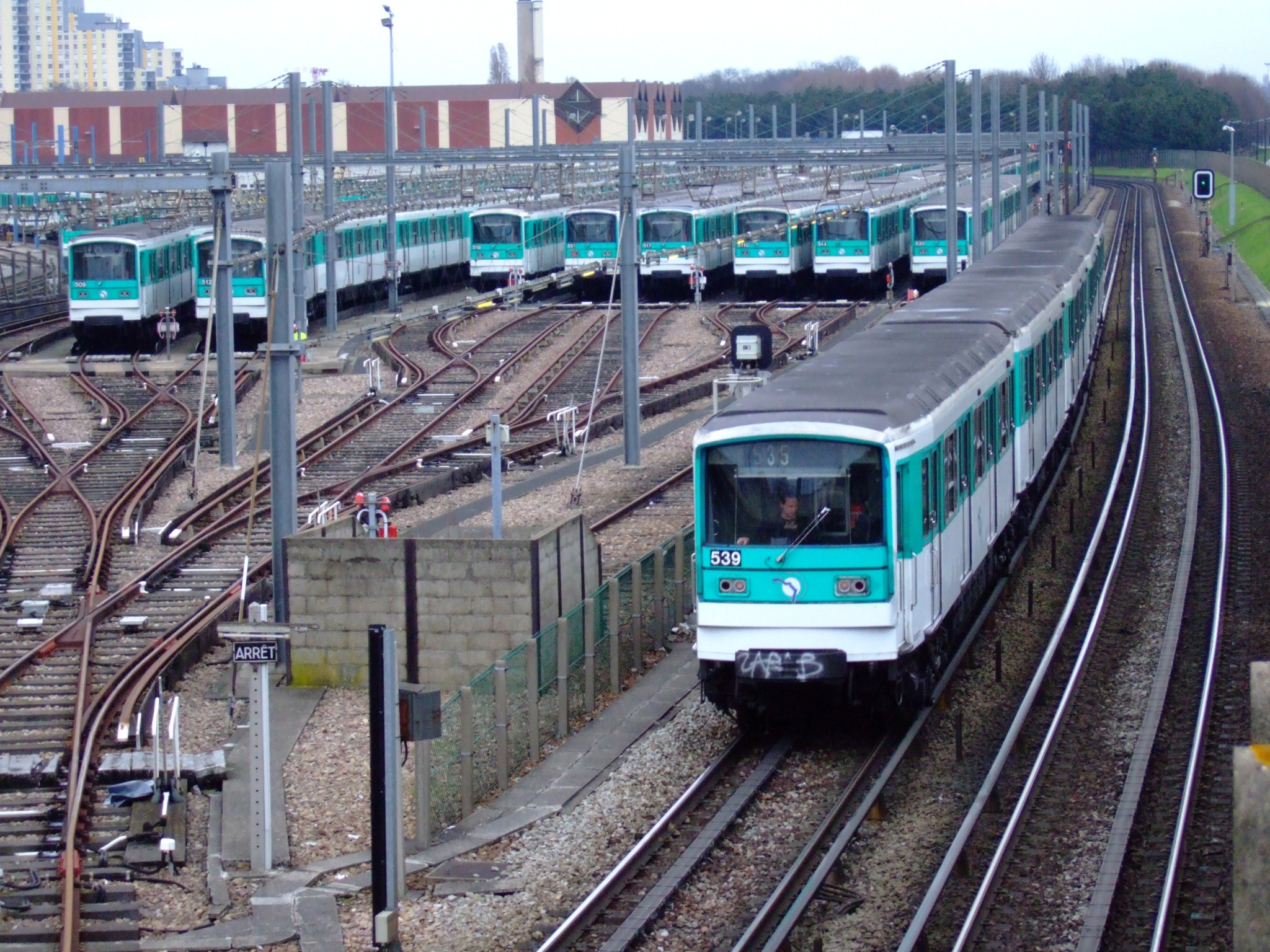
Zug der Baureihe MF 67 auf der Linie 5, links der Betriebshof Bobigny
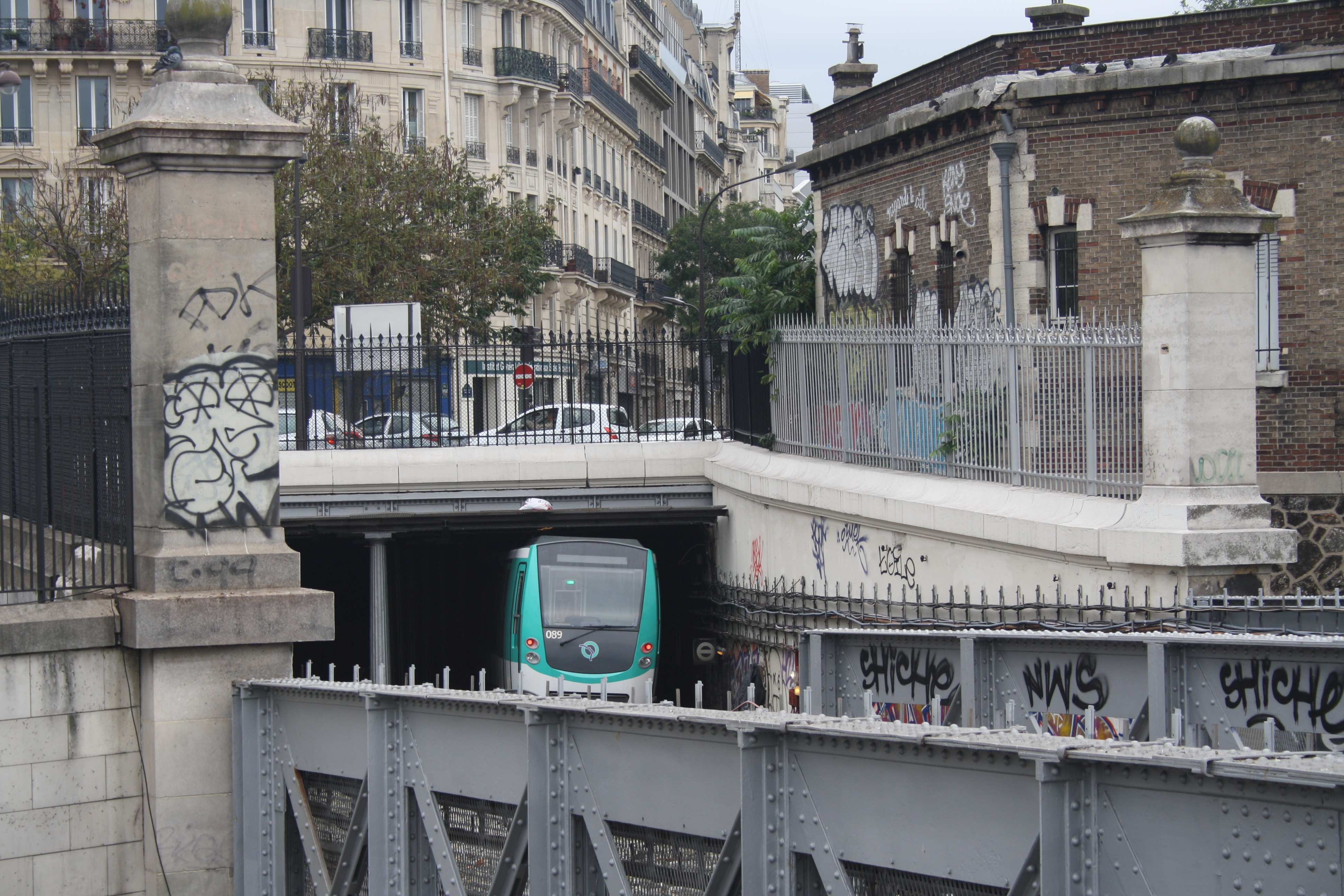
Tunnelmund an der Station Quai de la Rapée mit Zug der Baureihe MF 01
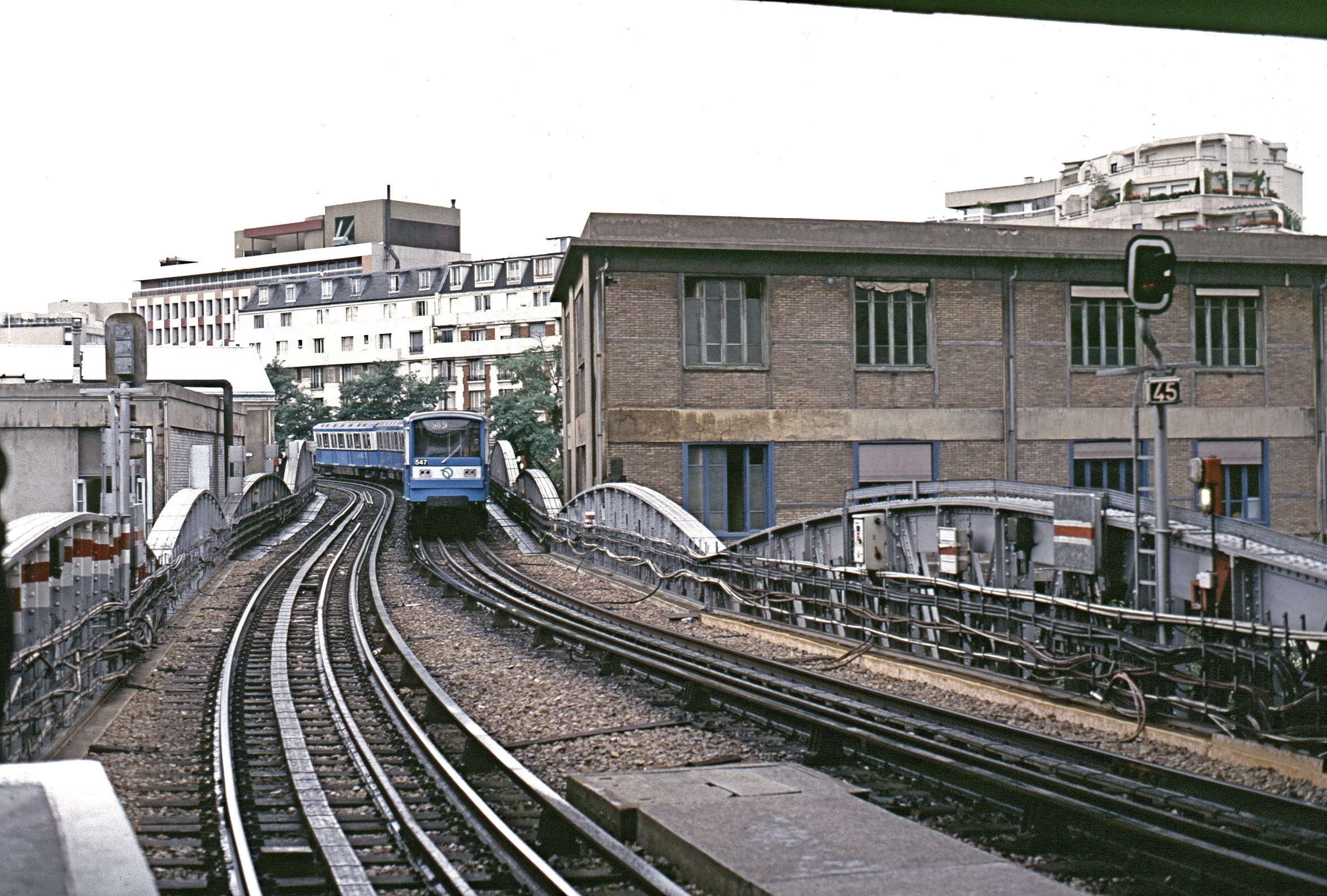
MF 67 in blau-weißer Livrée bei Ausfahrt aus der Station Gare d’Austerlitz (Richtung Place d’Italie), 1994
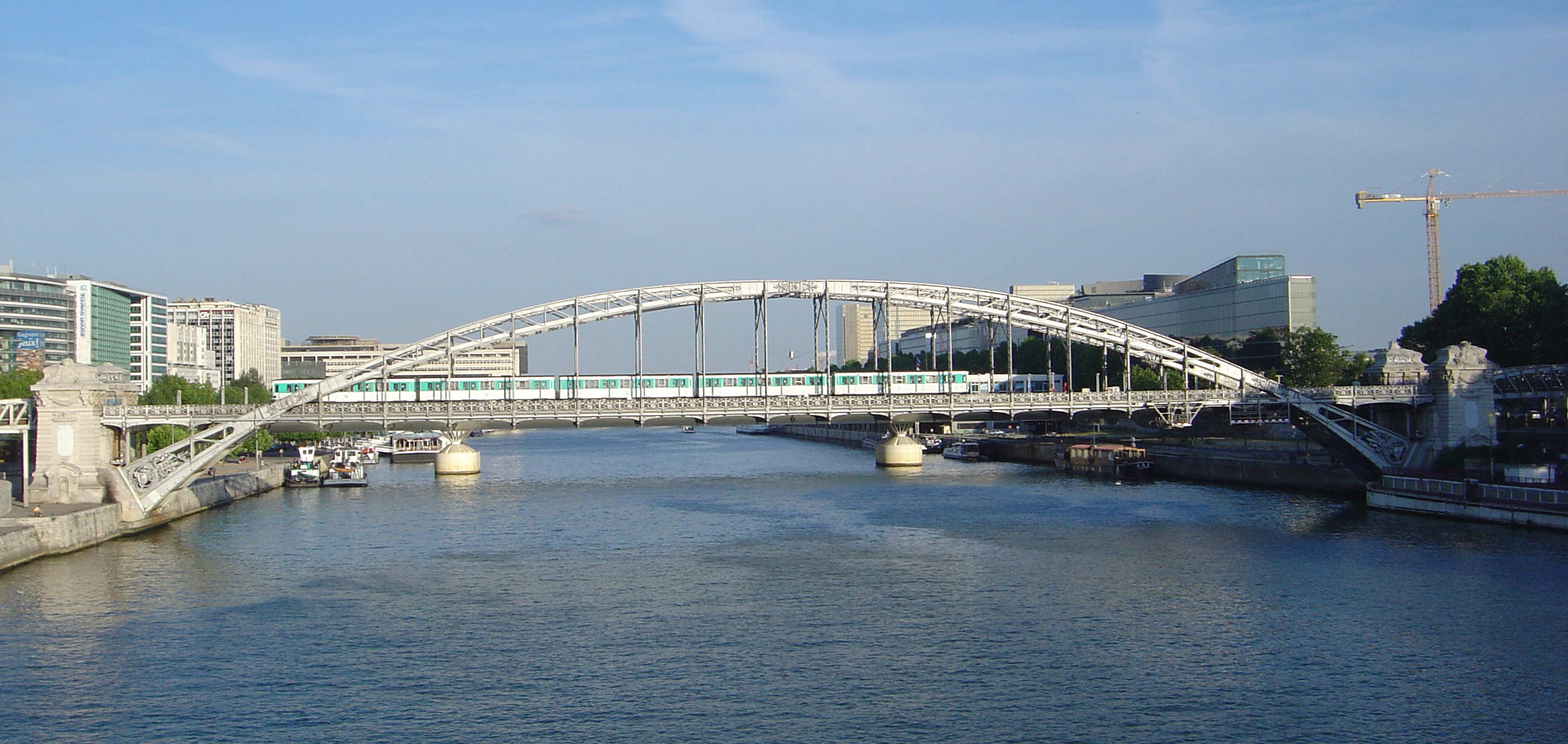
Der Viaduc d’Austerlitz über der Seine